# ホルガー・マドセン
ホルガー・マドセン（Holger-Madsen、1878年4月11日 - 1943年11月30日）はデンマークの映画監督、脚本家、俳優。生涯に46本の映画を監督し、22本の映画に出演した。ノルディスク映画社で平和主義を唱えたベルタ・フォン・ズットナーの『武器を捨てよ』を原案にした作品を手がける（1914年作品）。

## 主な監督作品
- Kun en Tigger (1912)
- Ned med Vaabnene (1913)
- Die Waffen nieder (1914)[2][3]
- Pax aeterna (1917)
- 火星旅行 Himmelskibet (1918)
- Judge Not (1920) - イギリス映画
- Der Evangelimann (1924) - ドイツ映画
- Der Mann um Mitternacht (1924) - ドイツ映画
- Ein Lebenskünstler (1925) - ドイツ映画
- Spitzen (1926) - ドイツ映画
- 母と子 Die heilige Lüge (1927) - ドイツ映画
- Die Sporck'schen Jäger)  (1927) - ドイツ映画
- Freiwild (1928) - ドイツ映画
- Die seltsame Nacht der Helga Wangen (1928) - ドイツ映画
- Was ist los mit Nanette? (1929) - ドイツ映画
- Præsten i Vejlby (1931)
- København, Kalundborg og - ? (1934)
- Kidnapped (1935)